# 伯恩斯農舍
伯恩斯農舍（英語：Burns Cottage），位於蘇格蘭南艾尔郡阿洛韋，是苏格兰詩人羅伯特·伯恩斯的出生地，由他的父親威廉·伯恩斯於1757年所建的4房黏土和茅草小屋。它曾經一度被用作酒吧，及後已經被修復，並成為了羅伯特伯恩斯出生地博物館的一部分。

## 圖片集

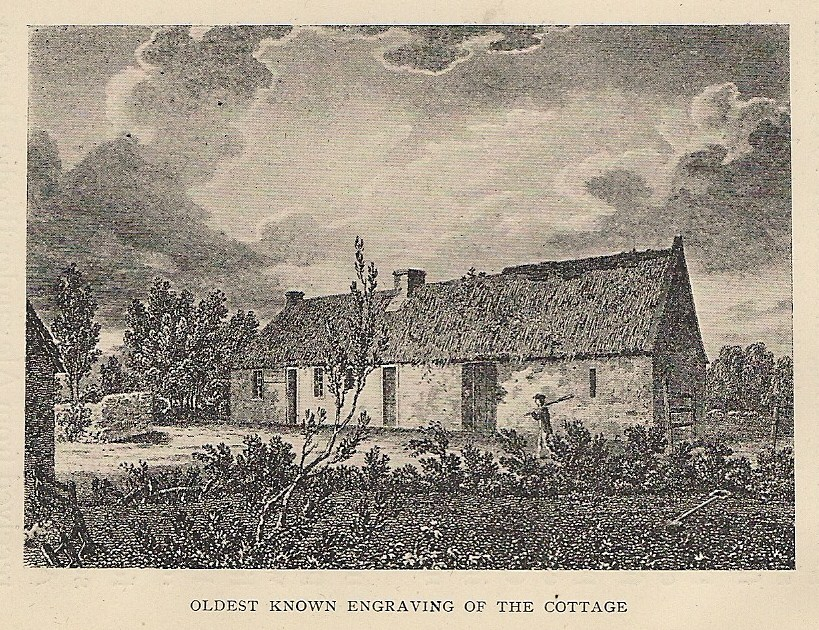
已知最古老的雕刻（1805年）
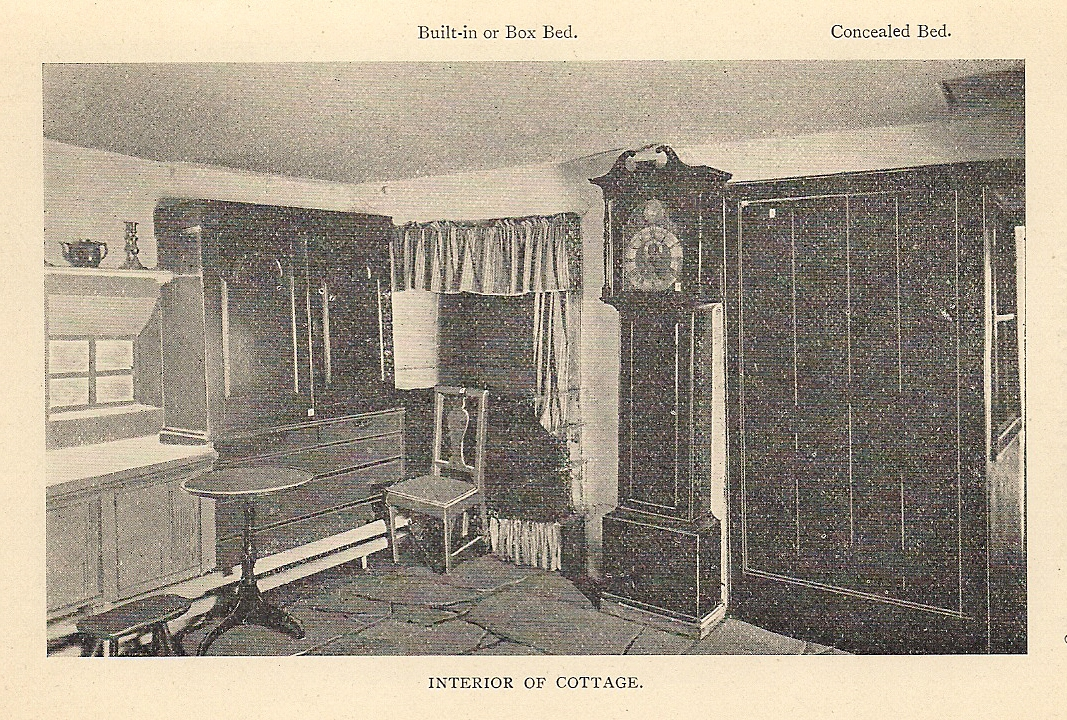
睡房
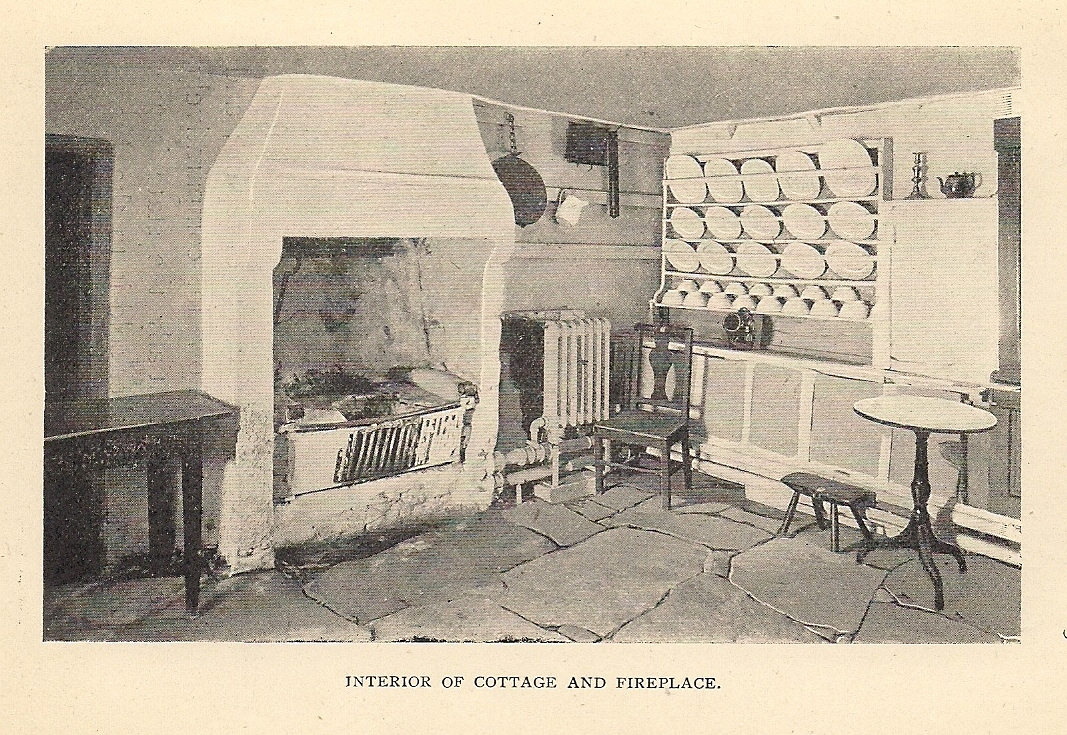
廚房
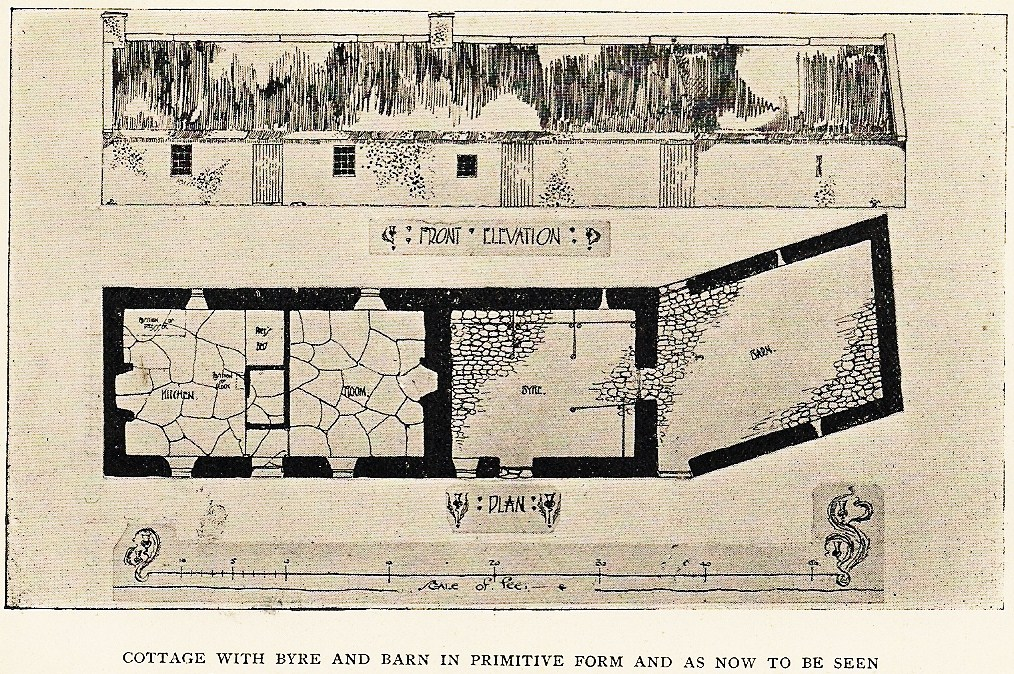
平面圖和立面圖
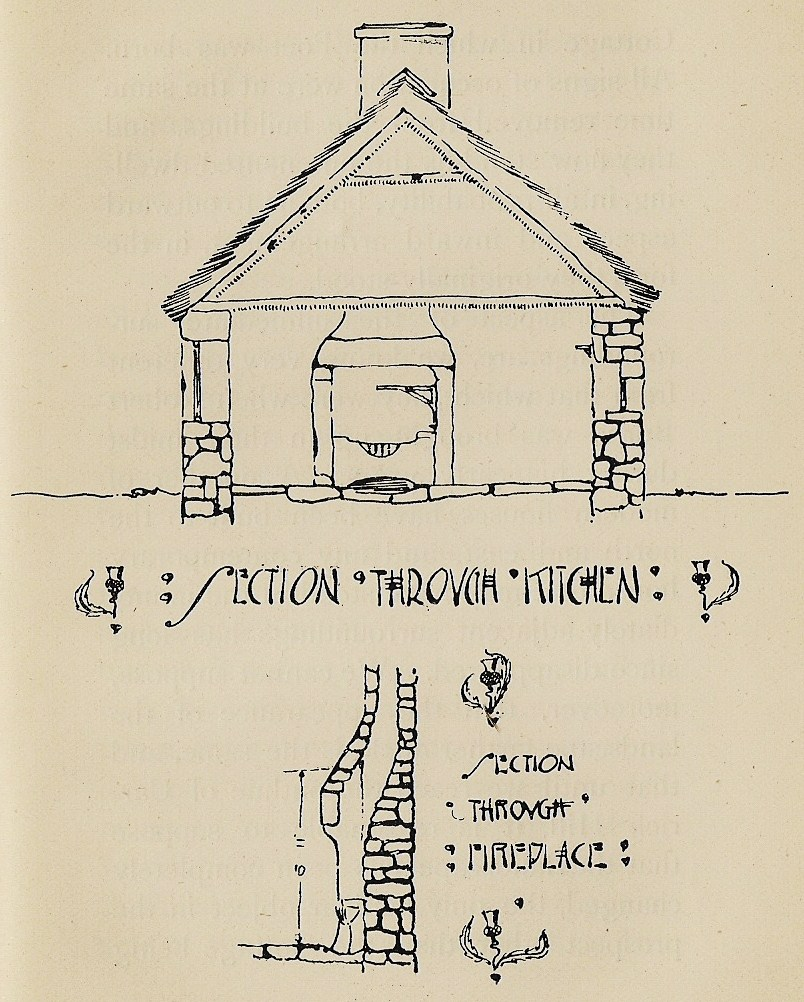
橫斷面
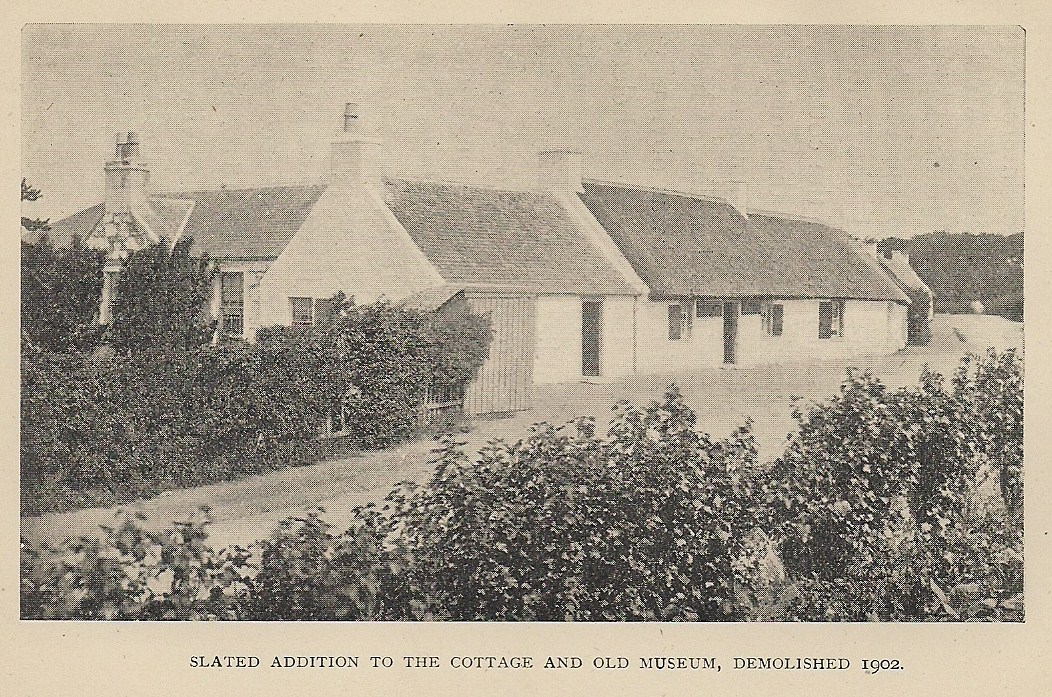
農舍和擴建的部分（已於1902年拆除）
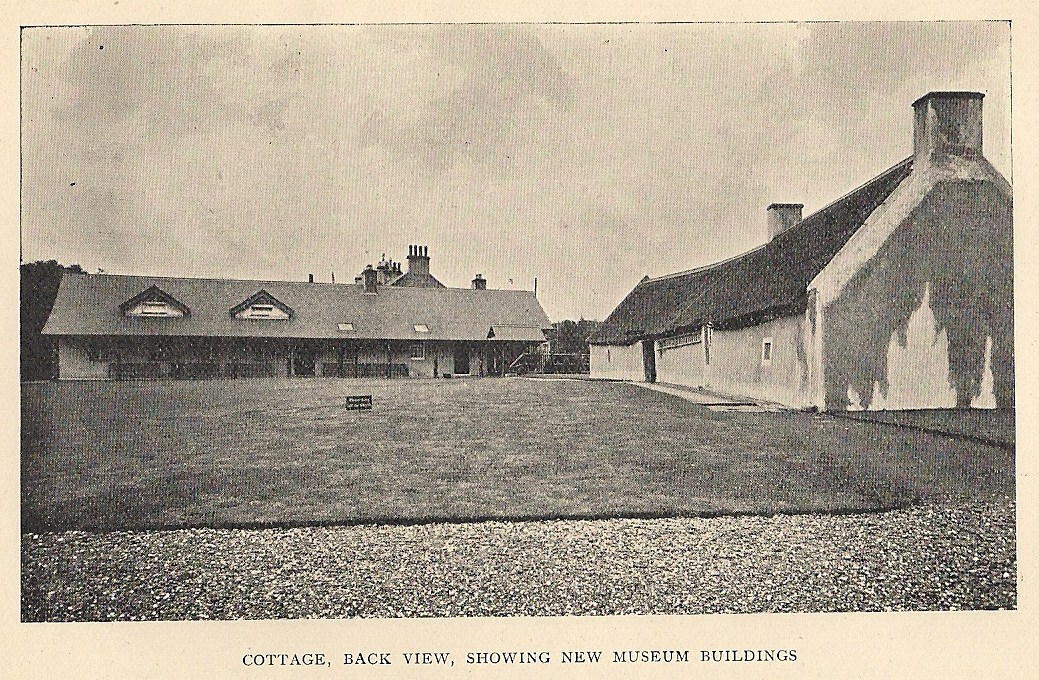
農舍的背面
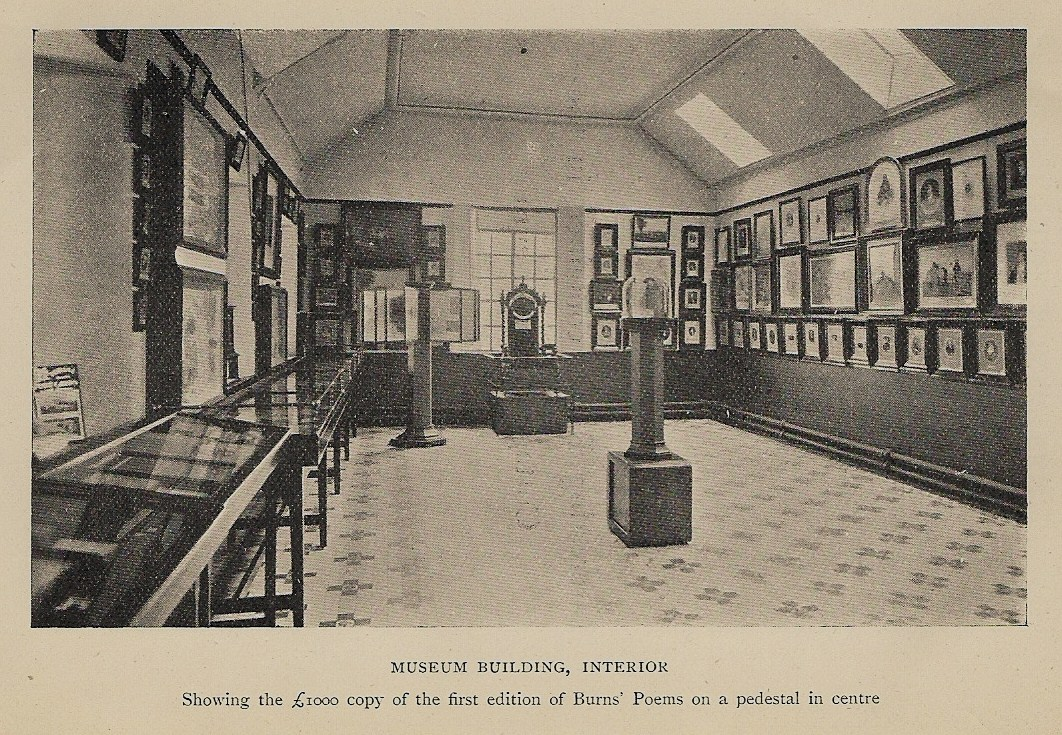
農舍的內部（1904年）

## 外部連結
- Robert Burns Birthplace Museum （页面存档备份，存于）

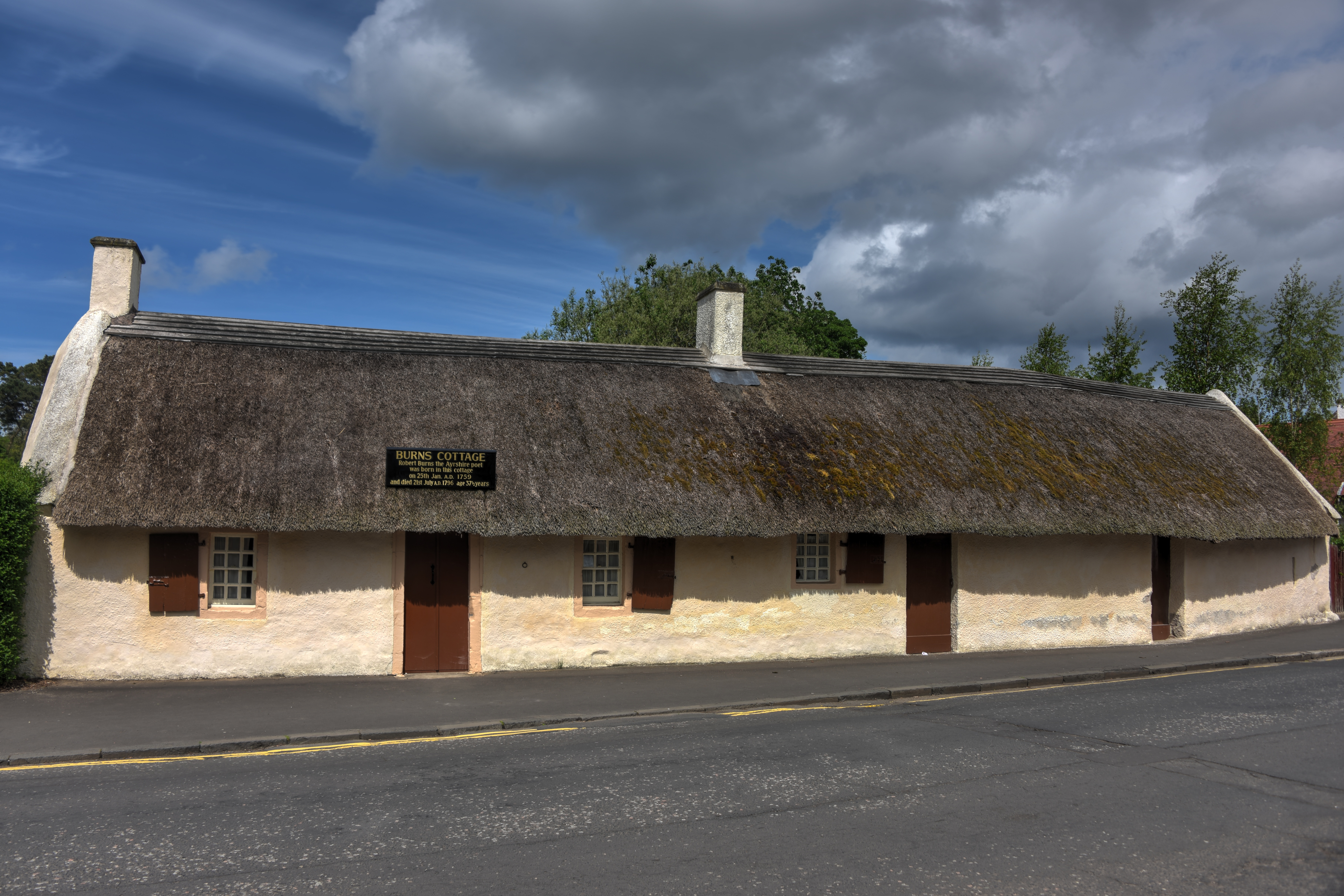

- Pictures of Burns Cottage, Alloway

55°25′58″N 4°38′00″W / 55.432812°N 4.633464°W